# Verhnoharasîmivka, Krasnodon
Verhnoharasîmivka (în ucraineană Верхньогарасимівка) este localitatea de reședință a comunei Verhnoharasîmivka din raionul Krasnodon, regiunea Luhansk, Ucraina.

## Demografie
Componența lingvistică a localității Verhnoharasîmivka
     Rusă (87,76%)
     Ucraineană (12,24%)
Conform recensământului din 2001, majoritatea populației localității Verhnoharasîmivka era vorbitoare de rusă (87,76%), existând în minoritate și vorbitori de ucraineană (12,24%).